# Empidonax fulvifrons
Empidonax fulvifrons là một loài chim trong họ Tyrannidae.